# Schloss Roman

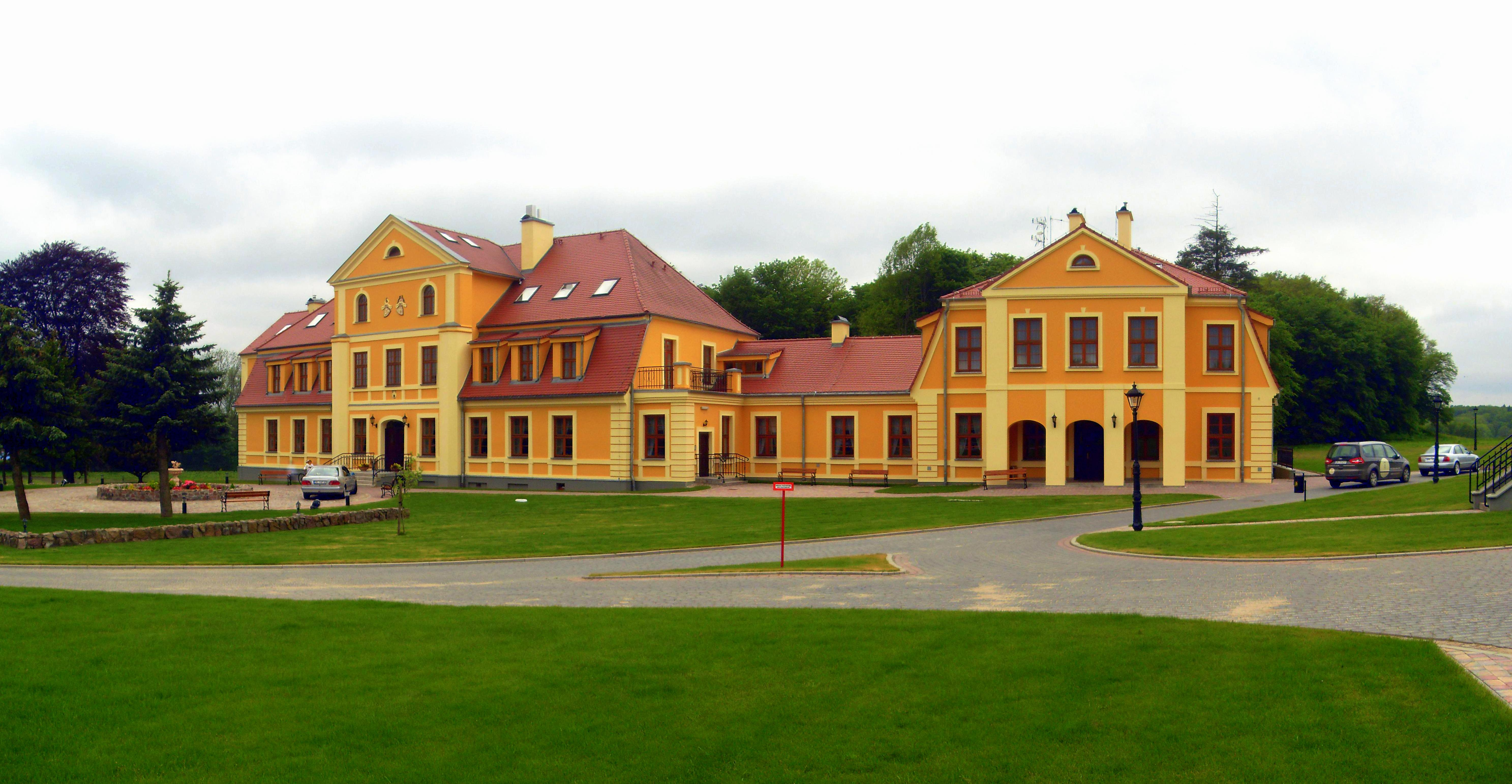
Schloss Roman

Schloss Roman (polnisch Pałac w Rymaniu) ist ein Schloss in Rymań in der Woiwodschaft Westpommern.
Die Manteuffel erbauten nach einer Überlieferung hier zuvor zwei Burgen. Ab 1743 war das Gut im Besitz von Ludwig Julius Seld, danach im Besitz von Johann Christoph Steobanus. Das Gut war ein landtagsfähiges Rittergut der pommerschen Landstände im Kreis Fürstenthum.
Das heutige Schloss geht zurück auf ein eingeschossiges Herrenhaus des Spätbarocks von 1751, das mit einem Mansarddach gedeckt war. Im Jahr 1851 erwarb Alexander Andrae das Gut, ließ das Schloss gründlich umbauen und auch neue Scheunen erbauen. Seine Tochter, die spätere Schriftstellerin Marie Andrae, wuchs in Roman auf.
Ab 1918 war Lothar von Dewitz Eigentümer, der auch die beiden ehemaligen Vorwerke Buchwald (Bukowo) und Starsberg (Starza) zurück in den Gutsbesitz aufkaufte.
Der Eingang zum Herrenhaus befindet sich im dreigeschossigen Mittelrisalit. Im Inneren sind Treppenhaus, Wandvertäfelungen, Kachelofen und Kamin original erhalten geblieben.
Heute ist das Schloss restauriert und wird als Hotel genutzt.